# Zenochloris paradoxa
Zenochloris paradoxa là một loài bọ cánh cứng trong họ Cerambycidae.